# Вулканічне поле

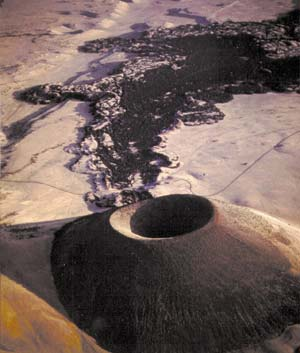
Конічний кратер на Сан-Франциському вулканічному полі

Вулканічне поле — область на земній корі, в якій локалізується вулканічна активність. Вулканічні поля зазвичай містять від десятка до сотні вулканів, таких як шлакові конуси, розташовані зазвичай групами. Зустрічаються, також, і лавові потоки, лавові плато, лавові покриви. Вулканічні поля можуть бути моногенними або полігенними.